# The Single Petal of a Rose: The Essence of Duke Ellington
The Single Petal of a Rose: The Essence of Duke Ellington — концертный альбом 2000 года британо-американской джазовой пианистки Мэриэн Макпартлэнд, записанный перед небольшой аудиторией в студии исполнительских искусств Maybeck в Беркли, Калифорния. Альбом является трибьютом пианисту и композитору Дюку Эллингтону.

## Отзывы критиков
| Оценки критиков                   | Оценки критиков |
| Источник                          | Оценка          |
| --------------------------------- | --------------- |
| AllMusic                          | [ 1 ]           |
| The Encyclopedia of Popular Music | [ 2 ]           |
| The Penguin Guide to Jazz         | [ 3 ]           |

В рецензии для AllMusic Пола Эдельстейн заявила, что запись наверняка станет одним из самых выдающихся достижений Мэриэн Макпартлэнд. Джон Шарп из All About Jazz отметил тёплую и непринуждённой атмосферу пластинки, написав, что некоторые из стандартов Эллингтона в интерпретации Макпартлэнд зазвучали совершенно по-новому.

## Список композиций
1. «Take the ‘A’ Train» — 5:45
2. «Just Squeeze Me» — 6:32
3. «All Too Soon» — 4:51
4. «I Let a Song Go Out of My Heart» — 5:18
5. «Mood Indigo» — 5:30
6. «Take the Coltrane» — 4:03
7. «The Single Petal of a Rose» — 5:00
8. «Everything But You» — 4:10
9. «Cerulescence» — 5:25
10. «It Don’t Mean a Thing (If It Ain’t Got the Swing)» — 5:26
11. «Sophisticated Lady» — 5:06
12. «Warm Valley» — 5:26
13. «‘C’ Jam Blues» — 6:29

## Участники записи
- Мэриэн Макпартлэнд — фортепиано
- Билл Дуглас — бас (треки 2, 4, 6, 8, 10, 12, 13)
- Брайан Свенсон, Бад Спенглер, Стив Уайено — звукорежиссёр
- Глен Баррос, Джон Бёрк — исполнительный продюсер
- Джордж Хорн — мастеринг
- Ник Филлипс — продюсер

Все данные взяты из примечаний к альбому.